# Християнство в Канаді
Християнство є релігією, якої найбільше дотримуються в Канаді, згідно з переписом 2011 року 67,3 % канадців ідентифікували себе. У преамбулі до Канадської хартії прав і свобод йдеться про Бога. Монарх носить титул «Захисник віри». Французька колонізація, яка почалася в XVII столітті, створила римо-католицьке франкомовне населення в Новій Франції, особливо в Акадії та Нижній Канаді (нині Нова Шотландія, Нью-Брансвік і Квебек). Британська колонізація принесла хвилі англікан та інших протестантів у Верхню Канаду, нині Онтаріо. Російська імперія незначною мірою поширила православне християнство серед племен крайньої півночі та західного узбережжя, зокрема гіперборейських кочівників, таких як інуїти. Православ'я прибуде на материкову частину Канади разом із іммігрантами зі східної та південної Австро-Угорської імперії та західної Російської імперії, починаючи з 1890-х років; потім біженці з Радянського Союзу, Греції та інших країн протягом останньої половини XX столітті.

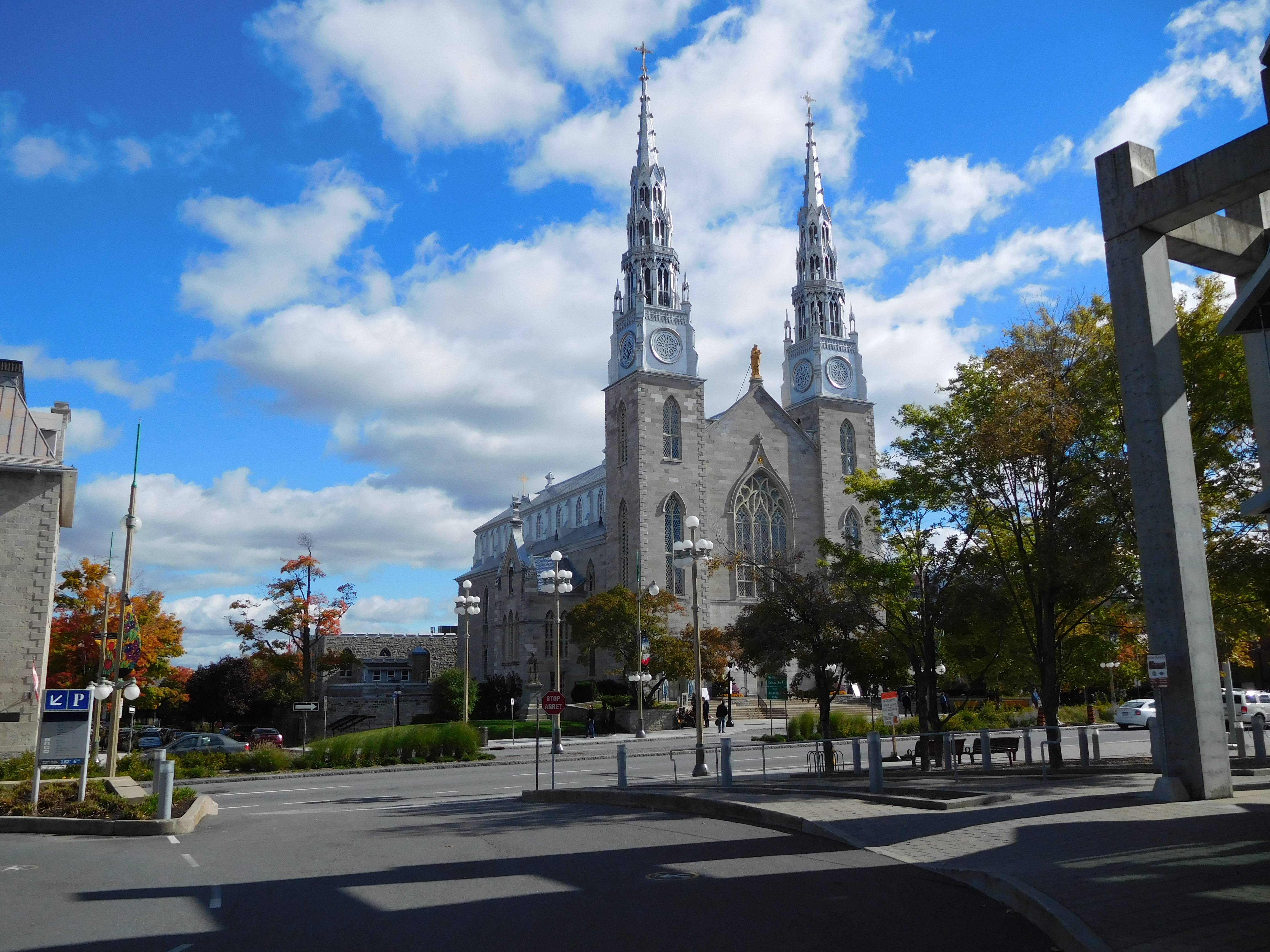
Нотр-Дам в Оттаві

## Католицька церква
Католицька церква в Канаді під духовним керівництвом Папи Римського та Канадської конференції католицьких єпископів має найбільшу кількість прихильників релігії в Канаді: 38,7 % канадців (13,07 мільйонів) були католиками в Національному домогосподарстві 2011 року. Огляд, в 72 єпархіях по провінціях і територіях, обслуговує близько 8000 священиків. Це була перша європейська віра на території сучасної Канади, яка з'явилася в 1497 році, коли Джон Кебот висадився на Ньюфаундленді та підняв венеціанські та папські прапори, вимагаючи землі для свого спонсора, короля Англії Генріха VII, визнаючи при цьому релігійну владу римо-католиків.
Католицьке населення зазнало свого першого зареєстрованого падіння між 2001 і 2011 роками. Помітні тенденції включають декатолицізацію Квебеку, падіння католицького населення в невеликих провінціях зі стагнацією населення та зростання католиків у великих англомовних провінціях Онтаріо, Британська Колумбія та Альберта. Імміграція не допомогла запобігти скороченню католицького населення; єдиним основним джерелом католицьких іммігрантів до Канади є Філіппіни. Є також прихильники Східних Католицьких Церков, які вже емігрували до Канади, це українці.

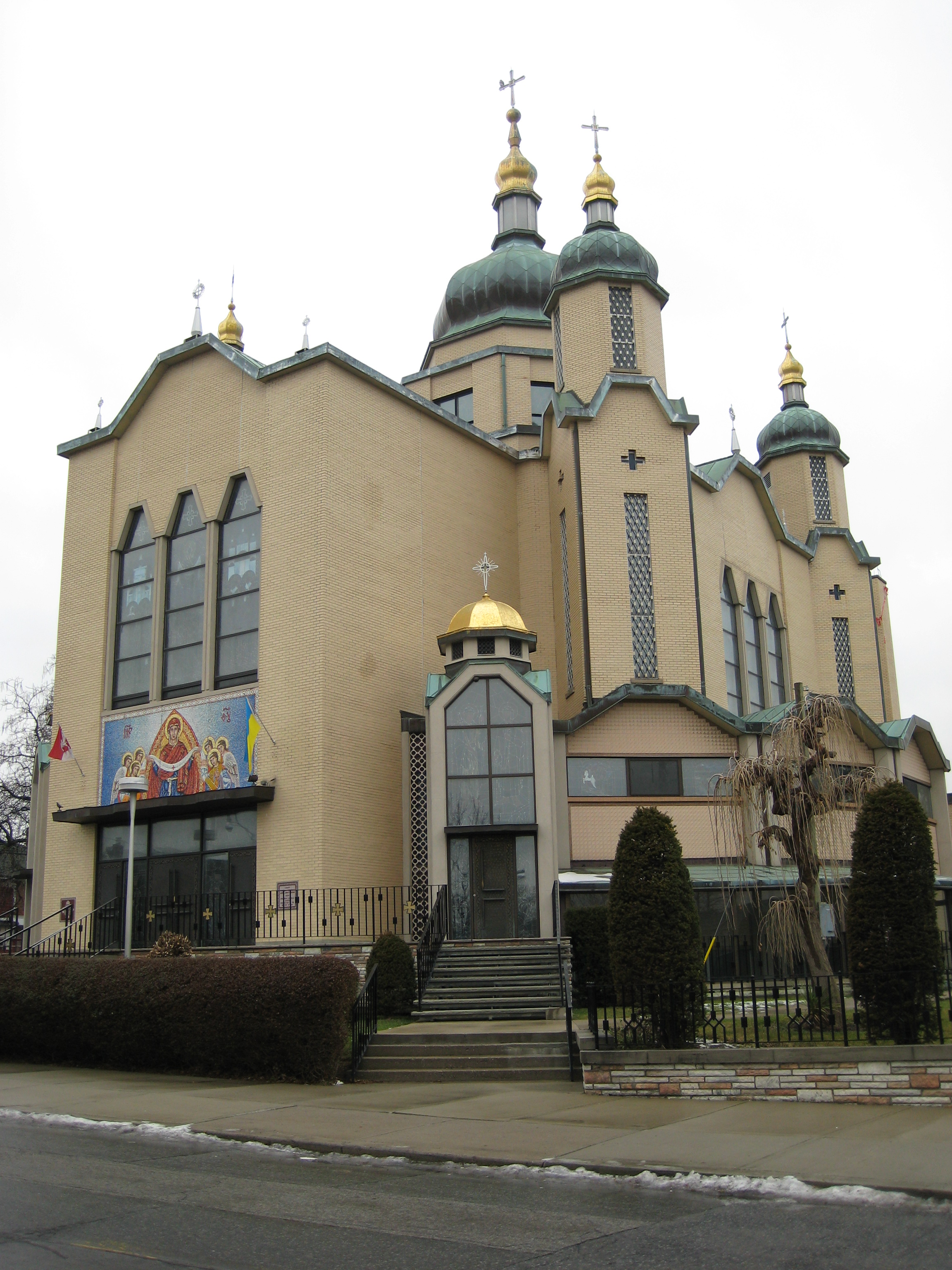
Церква Покрови Пресвятої Богородиці УГКЦ у місті Торонто

Існує Українська греко-католицька церква (візантійського обряду) на чолі з Вінніпезькою митрополією, яка має чотири суфраганних єпархії (єпархії).

## Протестантизм
Протестантизм у Канаді існував як основна віра в Канаді з тих пір, як частини північної Канади були колонізовані англійцями. Станом на 2001 рік 29,2 % канадців вважали себе протестантами. Згідно з дослідженням Pew Researchers, опублікованим у 2013 році, 27 % канадців є протестантами. Згідно з оцінками 2011 року, протестантські віросповідання разом утворюють третю за чисельністю релігійну групу в Канаді після найбільшої, католицизму, і другу за чисельністю групу без релігійної приналежності.

## Православ'я
Прихильники східного православного християнства в Канаді належать до кількох церковних юрисдикцій. Історично східне православ'я прийшло в Канаду протягом XIX століття, головним чином через еміграцію християн зі Східної Європи та Близького Сходу. Вшановуючи таку різноманітну спадщину, східне православ'я в Канаді традиційно організоване відповідно до патримоніальних юрисдикцій автокефальних Східних Православних Церков, кожна з яких має власну ієрархію з єпархіями та парафіями. Згідно з даними перепису 2011 року, грецька православна громада є найбільшою східно-православною громадою в Канаді з 220 255 прихильниками. За нею йдуть інші громади: російські православні (25 245), українські православні (23 845), сербські православні (22 780), румунські православні (7 090), македонські православні (4 945), болгарські православні (1 765), антіохійські православні (1 220) і кілька інші менші спільноти в східному православ'ї.

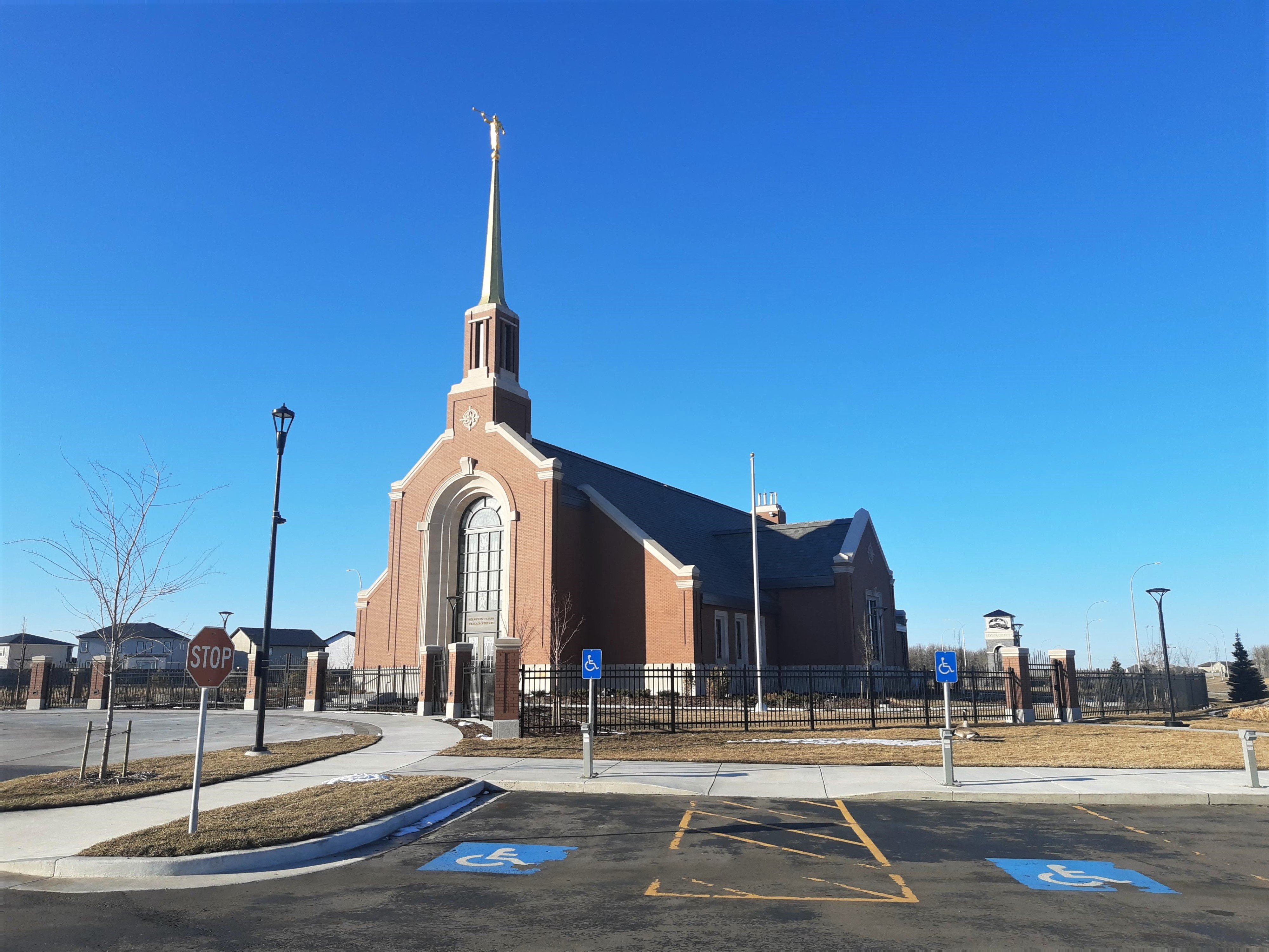
Храм у місті Вінніпег

## Мормонізм
Церква Ісуса Христа Святих останніх днів була присутня в Канаді з моменту її організації в штаті Нью-Йорк у 1830 році. Члени церкви використовували Канаду як територію-притулок, щоб уникнути переслідувань урядом Сполучених Штатів проти полігамії. Перша Церква Святих Святих Церкви в Канаді була заснована в 1895 році в Альберті. Це був перший кол Церкви, заснований за межами Сполучених Штатів. Церква заснувала кілька громад в Альберті.